# スール州
スール州（スールしゅう、ソマリ語: Sool、アラビア語: سول）は、ソマリア北部に位置する州（gobol）のひとつ。北をサナーグ州、東をバリ州・ヌガール州、南をエチオピア・ソマリ州（オガデン地方）、西をトゲアー州と接する。州都はラス・アノド。人口は約33万人（2014年推定）で、ソマリアの州の中では最も少ない。主にソマリ族の一氏族であるダロッドが住んでいるが、北西部にはイサック氏族が住んでいる。
近隣のサナーグ州(Sanaag)、アイン州（Cayn、トゲアー州東部）と共にSSC地域と呼ばれている。SSC地域をめぐってソマリランドとプントランドが武力衝突を繰り返しており、また、住民がソマリランド及びプントランドからの独立の動きを見せており、情勢が不安定な地域としても知られる。2018年時点ではソマリランドがラス・アノドを含む大部分を、州東部をプントランドが実効支配している。なお、「アイン州」はプントランド及びSSC地域独立派の呼称であり、ソマリランドでは通常使われない。またソマリランドおよびプントランドはスール州の一部のみを「スール州」としている（していた）が、ここでは主にソマリアの行政区画を説明する（#ソマリランド、プントランド節を参照）。

## 歴史

ソマリア内戦後の勢力図

昔から、住民の多くはデュルバハンテ氏族であった。
独立以前はイギリス領ソマリランドに属していた。サイイド・ムハンマド・アブドゥラー・ハッサンの独立運動によって建国されたダラーウィーシュ国の首都タレーは州東部にあった。しかしダラーウィーシュ国は間もなくイギリス軍およびイサック氏族により滅ぼされた。独立後の1980年代にヌガール州より分離。
ソマリア内戦勃発後の1991年、ソマリランドが独立宣言し、スール州の住民からも代表が送られた。しかし間もなくソマリランドの主要氏族であるイサック同士の内戦となり、非イサックの地であるスール州はソマリランドと距離を置くようになった。1998年に東のバリ州・ヌガール州にプントランドが成立すると、スール州の住民はプントランドにも代表を送った。ソマリランドとプントランドの両国はSSC地域をめぐって武力衝突を行うようになった（プントランド・ソマリランド紛争）。
当初は支配氏族が近いプントランドがスール州のほとんどを実効支配していた。2000年代前半には、ヤゴリなど少数の町を除いて、スール州のほとんどはソマリランド選挙に参加していなかった。ソマリランド選挙委員会が2005年に送った事実調査団の報告によると、その理由として、ソマリランドの行政機関がほとんど存在しないこと、町によってはプントランド国軍が駐留していたことなどが挙げられている。
2003年頃からソマリランドが優勢となり2007年にはラス・アノドを占領するに至った。2018年ソマリランドがプントランドの支配下にあったトゥカラクを占領し、双方が非難するなど現在もスール州の争奪戦が続いている。
現地住民のデュルバハンテ氏族はこの紛争に抗議しており、現状からの解放と自治を求めてノースランド国（2008年）、チャツモ国（2012年）が建国された。しかし、ソマリランドとプントランド両国の攻撃によっていずれも消滅している。

## 地区
4つの地区（県、Degmo）から成り立つ。カッコ内はソマリ語名。
- アイナバ地区（Caynabo）
- ラス・アノド地区（Laascaanood）
- タレー地区（Taleex）
- フドゥン地区（Xuddun）

### 主要都市
- アディカデエ（Adhi Cadeeye）
- アイナバ（Caynabo）
- ボアメ（Boocame）
- ボホル (Bohol)
- Darantaleh
- ダルカイン・ゲーニョ (Dharkayn Geenyo)
- ゴウサウェイン (Gowsaweyne)
- カラベイル (Kalabaydh)
- カリン・ダバイル・ウェイン (Karin Dabayl Weyn)
- ラス・アノド（Laascaanood、州都）
- Oog
- サーヘール（Saaxdheer）
- サルマーニョ (Sarmaanyo)
- タレー（Taleex）
- トゥカラク (Tukaraq)
- ヤゴリ（Yagoori）
- フドゥン（Xuddun）

## ソマリランドのスール州
ソマリランドでは、2002年に制定された地方行政法によってスール州が設置されている。設置当初はソマリアのスール州と領域は変わらなかったが、2008年に当時のダヒル・リヤレ・カヒン大統領によって州西部の三角形の地域がサラル州 (Sarar)（サラル州 (Salal)とは異なる）として分離。2014年6月にはアフメッド・シランヨ大統領によって州東部がハイシモ州として分離した。州都は一貫してラス・アノドに置かれている。

### 地区
2002年の法案によれば6地区が設置されている。現在は一部変更が行われている。
- ラス・アノドA（Laascaanood、州都）
- アイナバ (Aynabo)C（Caynabo） - 2008年にサラル州として分離
- タレー (Taleh)C（Taleex） - 2014年にハイシモ州として分離
- フドゥン (Xudun)C（Xuddun）
- ボアメ (Bo'ame)D（Boocame）
- ヤゴリ (Yagori)D（Yagoori）
- カラベイル (Kalabaydh) - 2008年に新設
- アディカデエ（Adhi Cadeeye） - 2016年に新設[15]
- ボホル (Bohol) - 2017年に新設[16]

地区名の上付き文字は2002年法案による地区の格付けによるもので、最高のAからDの4つに分類された。スール州にBに分類された地区はない。

## プントランドのスール州
1998年7月23日に成立したプントランドは、領土を5つの州に分割することを発表し、ラス・アノドを州都としてスール州が設置された。州域はソマリランドのスール州（2008年のサラル州分離後）と等しい。
現地住民と氏族が同じであったため当初は大部分が実効支配下にあったが、インフラ整備などを怠ったため次第に住民の不満が高まった。2007年にラス・アノドを失い、2008年にはスール州の有力一族の長老がプントランド政府に見切りをつけるなど厳しい状況が続いている。
スール州には石油が埋蔵されていると推定されている。